# سيفيسو
سيفيسو ( النطق الإيطالي: ‎[ˈsɛːvezo]‏؛ Lombard [ˈseːʋes] ) هي بلدة ومدينة توجد في مقاطعة مونزا وبريانزا، في منطقة لومباردي، ويعتمد اقتصاد المدينة تقليديًا على صناعة الأثاث.ِأتى اسم هذه البلدة من نهر يحمل نفس الاسم الذي يعبر كومونا في اتجاه الشمال والجنوب. حصلت سيفيسو على اللقب الفخري للمدينة بمرسوم رئاسي في 18 يونيو عام 2003.

## جغرافية
تقع المدينة على بعد 21 كيلومتر (13 ميل) شمال ميلانو في الأراضي المنخفضة بريانزا، الأراضي البلدية حضرية للغاية، حيث أنه يعيش غالبية السكان في المدينة.
تقع سيفيسو على الطريق الرئيسي الوطني Statale dei Giovi، الذي يربط ميلان بكومو وعلى طريق ميلان-ميدا السريع، محطة سكة حديد سيفيسو تقع على السكك الحديدية في ميلان-أسو، في حين أن محطة السكك الحديدية سيفيزو-Baruccana تقع على السكك الحديدية في سارونو-SEREGNO.
البلديات المجاورة هي Meda وSeregno وBarlassina وCogliate وCesano Maderno.

## تاريخ
تعود أُصول سيفيسو إلى القرن الثالث قبل الميلاد تقريبًا، عندما اُستخدمت مناطق معينة حول بريانزا كمواقع انطلاق عسكرية للغزو الروماني لغال. حوالي عام 780، تأسس الدير في ميدا، وامتد نطاق اختصاصه إلى أراضي سيفيسو.
في عام 1252 ميلادي شُيدت كنيسة القديس بطرس مارتير ( S. Pietro Martire ) تكريماً لشقيق الرهبنة الدومينيكاني الذي تم اغتياله في سيفيسو، وتحتفظ كنيسة الإكليريكية في سردابها بالسكين التي استخدمت لقتله.ِ
ضُربت المدينة في القرن السادس عشر بفترتين من المجاعة والطاعون. خلال القرن السابع عشر، كانت المدينة تحكمها عدة عائلات، تركت منها عائلة أريس عددًا من المعالم الأثرية البارزة.
في عام 1798 ميلادي، أمر الأمير جوزيبيِ الثانيِ من جمهورية نابليون كيسالبيني الدومينيكان بمغادرة دور وكنيسة القديس بطرس.ِ عند توحيد مملكة إيطاليا، انتقلت أراضي بارلاسينا إلى سيفيسو، وتم رفض هذا القرار من قبل السكان وَتم فصل الكوميونيِين مرة أخرى في عام 1901.
تصدرت سيفيسو عناوين الصحف العالمية عندما تمزقت، في 10 يوليو عام 1976، أوعية التخزين في مصنع ICMESA الكيميائي، مما أدى إلى إطلاق عدة كيلوغرامات من الديوكسين TCDD ( 2،3،7،8-رباعي كلورو ثنائي بنزو- p-dioxin) في الغلاف الجوي، ونفقتْ عشرات الآلاف من حيوانات المزرعة والحيوانات الأليفة أو ذُبحت عمداً في وقت لاحق، على الرغم من أنه يعتقد أنه لم يكن هناك أي وفاة بشرية تعزى مباشرة إلى الحادث. عُرف الحدث لاحقا باسم كارثة سيفيسو، والتي أصبحت فيما بعد اسما لتوجيه المفوضية الأوروبية سيفيسو، وفي الوقت الحاضر في المنطقة الملوثة الرئيسية توجد حديقة تسمى "Bosco delle Querce" (Wood of Oaks).

## في الثقافة الشعبية
المسار "Suffocation"، في ألبوم أراك لاحقاً عام 1980 للمؤلف اليوناني فانجيليس، مستوحى من كارثة سيفيسو. أغنية أخرى، "Canzone per Seveso" ، في ألبوم عام 1976 Ullàlla أنتونيلو فينديتي، كُتبت لسيفيسو.

## مشاهير
- والتر ألييفي، لاعب كرة قدم

## روابط خارجية
- الموقع الرسمي باللغة الإيطالية